# 604-й истребительный авиационный полк
604-й истребительный авиационный полк (604-й иап) — воинская часть Военно-воздушных сил (ВВС) РККА, принимавшая участие в Битве за Москву во время Великой Отечественной войны.

## Наименования полка
За весь период своего существования полк своё наименование не менял — 604-й истребительный авиационный полк.

## История полка

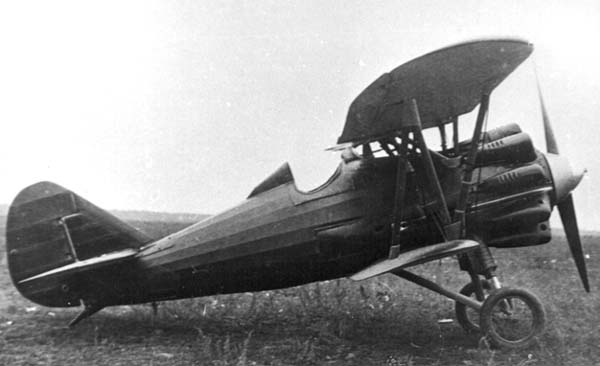
Самолёт И-5, которыми был вооружён полк

604-й истребительный авиационный полк начал формироваться 15 октября 1941 года (предположительно, точных сведений о формировании полка найти не удалось) при 6-м запасном истребительном авиаполку Орловского военного округа (г. Рассказово Тамбовской области) одновременно с аналогичным 605-м иап по штату 015/174 на самолётах И-5. Окончил формирование 15 ноября и был передан в состав ВВС Западного фронта.
В боевые действия вступил 16 ноября 1941 года, ведя боевую работу в прямом подчинении штаба ВВС Западного фронта на самолётах И-5. Использовался штабом фронта для нанесения штурмовых ударов, в основном в ночное время. Принимал участие в битве за Москву. В конце ноября 1941 года полк влился в состав 188-го истребительного авиационного полка 77-й смешанной авиационной дивизии ВВС Западного фронта. В боевом составе полка имелось 18 самолётов И-5 и 20 лётчиков.
В составе действующей армии полк находился с 16 ноября 1941 года по 29 ноября 1941 года.

## Командиры полка
- капитан Санфиров Константин Иванович[1], 10.1941 — 29.11.1941.

## В составе соединений и объединений
| Период        | Фронт (округ)           | армия      | дивизия                                      | примечание |
| ------------- | ----------------------- | ---------- | -------------------------------------------- | ---------- |
| 15.10.1941 г. | Орловский военный округ | ВВС округа | 6-й запасной истребительный авиационный полк |            |
| 16.11.1941 г. | Западный фронт          | ВВС фронта | 31-я смешанная авиационная дивизия           |            |
| 29.11.1941 г. | Западный фронт          | ВВС фронта | 77-я смешанная авиационная дивизия           |            |

## Самолёты на вооружении
| Период      | Самолёты |
| ----------- | -------- |
| 1941 — 1941 | И-5.     |